# Isothermische Kugellabore
Die Isothermischen Kugellabore, auch Thermokonstante Kugellabore (im Berliner Volksmund anspielend auf die Form Adlershofer Busen oder Akademiebusen genannt) wurden von 1959 bis 1961 auf dem Gelände der Akademie der Wissenschaften in Adlershof für das Institut für physikalische Chemie der Deutschen Akademie der Wissenschaften errichtet. Die Idee kam von Peter Adolf Thiessen, dem Gründer und von 1956 bis 1964 Direktor des Instituts für physikalische Chemie der Akademie der Wissenschaften der DDR (AdW). Der Architekt der Kugellabore war Horst Welser, Direktor des Planungsstabes zahlreicher anderer Objekte auf dem Gelände der Akademie der Wissenschaften der DDR.
Hier wurden isothermische Experimente im Bereich Metallurgie mit minimalen Temperaturschwankungen vorgenommen. Die Ergebnisse waren für die Luft- und Raumfahrt vorgesehen. Johannisthal mit seinem Flugplatz und Adlershof war in Europa in der ersten Hälfte des 20. Jahrhunderts das Zentrum für Luftfahrt und Flugforschung. Weitere Zeugen dessen finden sich im nahe gelegenen Aerodynamischen Park.
Damit die Innentemperatur nahezu konstant blieb (sie schwankte lediglich um 0,01 °C), wurde ein aufwändiger Wandaufbau aus 20 cm starken Stahlbetonschalen innen und einer Wärmedämmung von ca. 125 cm Dicke (außen) ausgeführt.
Beide Kugellabore sind Beispiele der Stahlbetonschalenkonstruktion der DDR.
Die Isothermischen Kugellabore stehen unter Denkmalschutz (Nr. 09076020) und bleiben somit als Baudenkmal an der Rudower Chaussee dank der außergewöhnlichen Architektur des Gebäudes erhalten. Den Denkmalschutz hatte Prof. Karsten Peter Thiessen unter fachlicher Mitwirkung von Horst Welser als Berater bei der EGA (Entwicklungsgesellschaft Adlershof, Vorgängerin der WISTA Management Gesellschaft) erwirkt, um das einmalige Gebäude vor dem geplanten Abriss zu schützen.

## Konzept
Erste Gespräche zum Bau des Instituts und zur Infrastruktur fanden 1956 in Moskau mit dem Physikochemiker Peter Adolf Thiessen und dem verantwortlichen Architekten Horst Welser statt.
Thermokonstante (isothermische) Räume bieten die Möglichkeit einer hochpräzisen Einstellung der Raumtemperaturen und deren konstanten Einhaltung. Damit ist die Untersuchung und Verfolgung des „Wärmehaushaltes“ zahlreicher chemischer Reaktionen, d. h. die Messung vom jeweiligen System abgegebener oder verbrauchter Wärme möglich.
Die Notwendigkeit der Schaffung isothermischer Labore am damaligen Institut für physikalische Chemie der AdW ergab sich zum einen aus technischen Notwendigkeiten und zum anderen aus der Forderung, die dafür nötige Grundlagenforschung zu betreiben.
Bei der Konzipierung der Abteilung Thermochemie des Instituts für physikalische Chemie wurden verschiedene Varianten von Laborräumen für die thermische Präzisionsmessung diskutiert. Für die Laborräume mit einer Langzeit-Temperaturkonstanz von mindestens 0,01 Grad bei 20–22 °C Raumtemperatur sollten die bautechnischen Voraussetzungen geschaffen werden. Zusätzliche Bedingungen waren der Ausschluss der Anwesenheit von Menschen während der Messungen und die Herstellung der Temperaturkonstanz innerhalb von 36 Stunden nach Abschluss eines Versuchsaufbaus.
In der Konzeption wurde die thermische Raumisolierung und passive Sicherung der Konstanz durch Adiabasie präferiert, da Ende der 1950er Jahre unzureichende technische Möglichkeiten eine Umsetzung mittels Klimaanlagen respektive deren Regelung ausschlossen.
Weitere Überlegungen führten zu der Entscheidung, das Problem der thermischer Raumisolierung oberirdisch als Kugelbauten mit Aluminiumverkleidung zu lösen. Eine Kugel hat bezogen auf das Raumvolumen die kleinste Oberfläche und Aluminium ist ein exzellenter Wärmeleiter.

## Aufbau
Innerhalb und außerhalb einer der Stahlbetonkugel wurden Dämm- und Regulierungsmaßnahmen konzipiert, die äußere Temperatureinflüsse auf den Innenraum eliminieren sollten.
Der Aufbau erfolgte für beide Kugeln gleich:
- Ein Stahlbetonring wird durch V-förmige Stützen getragen.
- Die Stahlbetonkugel hat einen Durchmesser von 9 m und eine Stärke von 8 cm.
- Der tiefste Punkt im Ring liegt 1 m über dem Boden.
- Im Inneren der Stahlbetonkonstruktion befindet sich eine 1 m dicke Piatherm-Kugel. (Anm.)
- Den inneren Abschluss bilden 5 mm dicke, verschweißte Aluminiumsegmente.
- Um die Kugel außen ist im Abstand von je 20 cm (ähnlich der Breitengrade der Erdkugel) ein Rohrsystem für temperiertes Wasser verlegt.
- Dieses wurde durch pneumatisch aufgetragenen Spritzbeton stabilisiert.
- Nach außen wurde eine 20 cm dicke Isolierungsschicht aus Piatherm-Polystyrol-Schaum (Anm.) aufgebracht.
- Dieser folgt die Außenhaut aus verschweißten 5 mm dicken Reinst-Aluminium-Segmenten.
- Die Anordnung der Schichten erfolgt schwimmend, also ohne Verankerungen untereinander, die potentielle Wärmebrücken sein könnten.
- Im Inneren der Aluminiumkugel befindet sich eine Arbeitsbühne auf einer Rohrkonstruktion (Stelzenkonstruktion).
- Zur Verbesserung der Adaptionsgeschwindigkeit war die Zuführung temperierter Frischluft vorgesehen.
- Über eine gemeinsame Verteilerbrücke mit Beruhigungskammern erfolgte der Zutritt zu den Messräumen.
- Für die anspruchsvolle Bauphase gab es ein Modell mit einem Durchmesser von 1,5 m.[4]

Nach einer Bauzeit von zwei Jahren waren die Kugeln fertiggestellt und wurden übergeben.
Die Herstellung der Thermokonstanz allein durch Isolierung hatte allerdings für den Ablauf Nachteile. Durch den Aufbau der Messapparaturen war der Zeitraum bis zum Ausgleich auf die Ausgangstemperatur zu lang. Eine aktive innere Regelung musste nachgerüstet werden.

Galerie
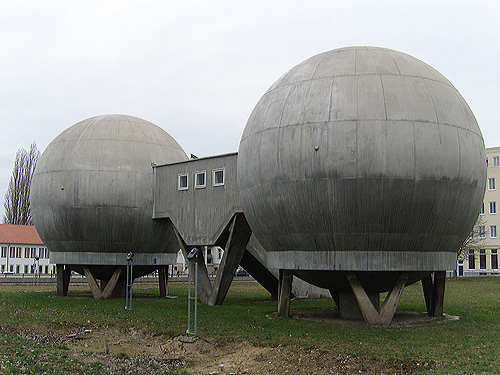
Zustand vor der Neubebauung
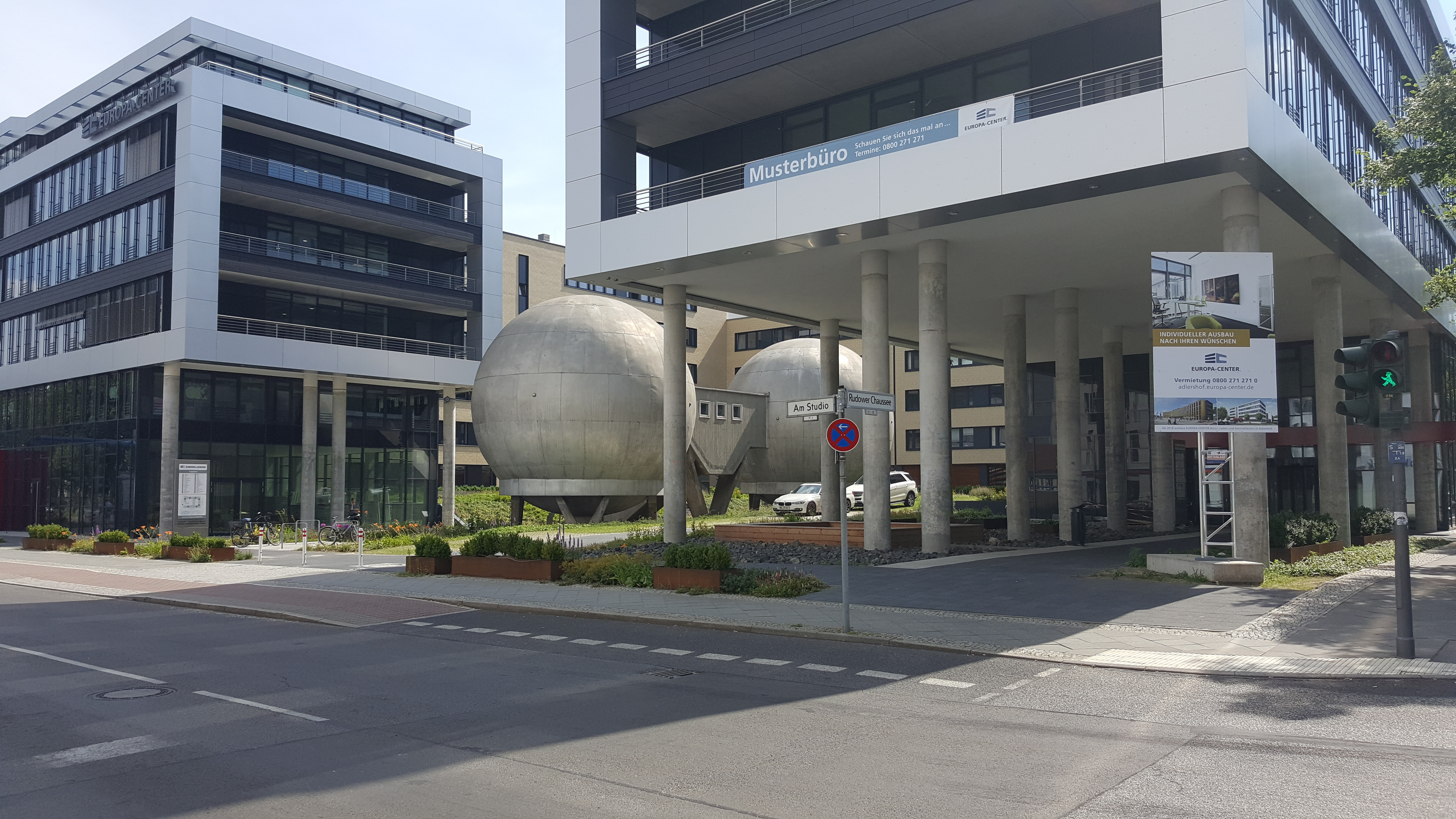
Lage: Ecke Rudower Chaussee/Am Studio (Europa-Center)
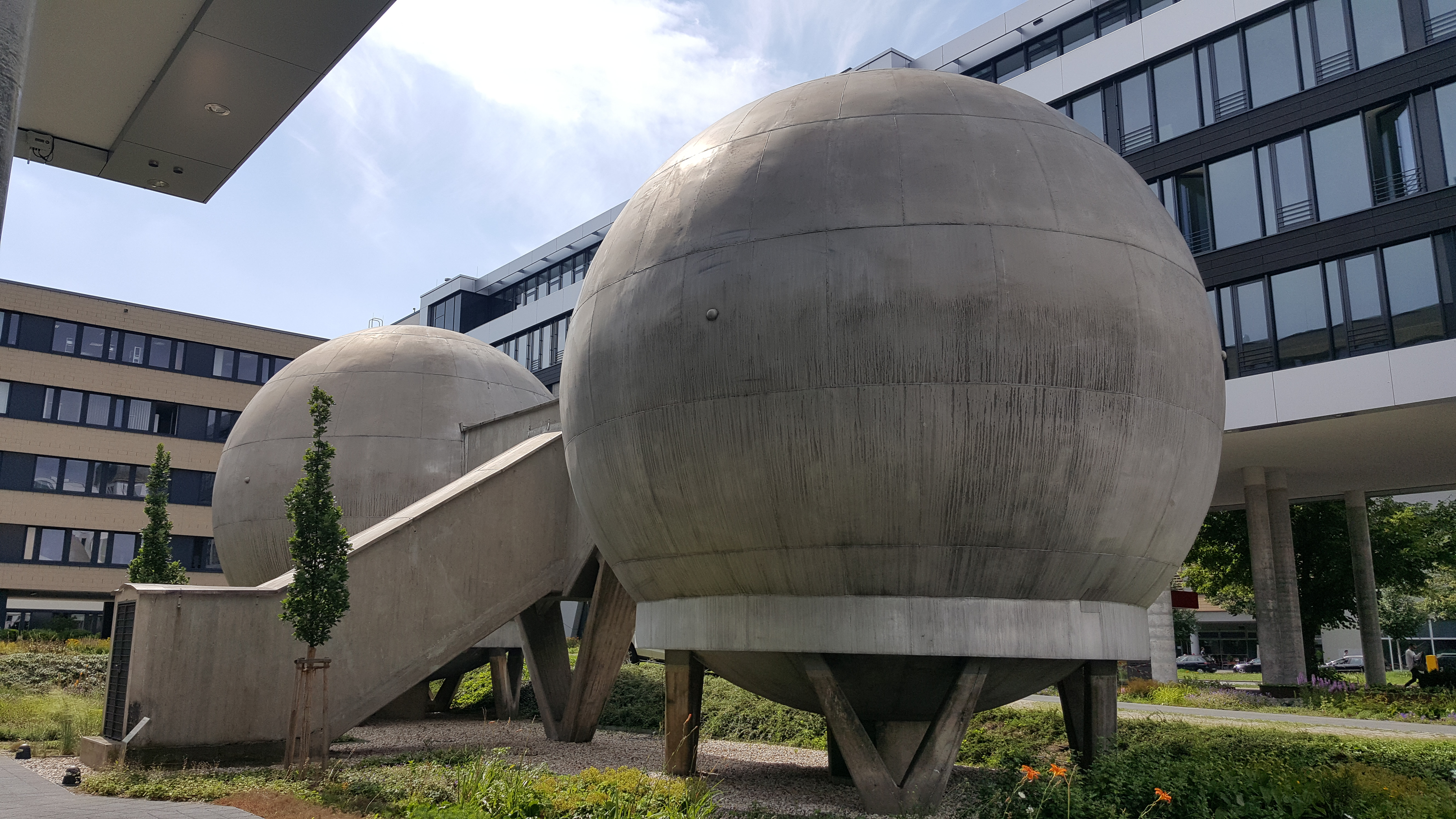
Kugellabore von der Seite
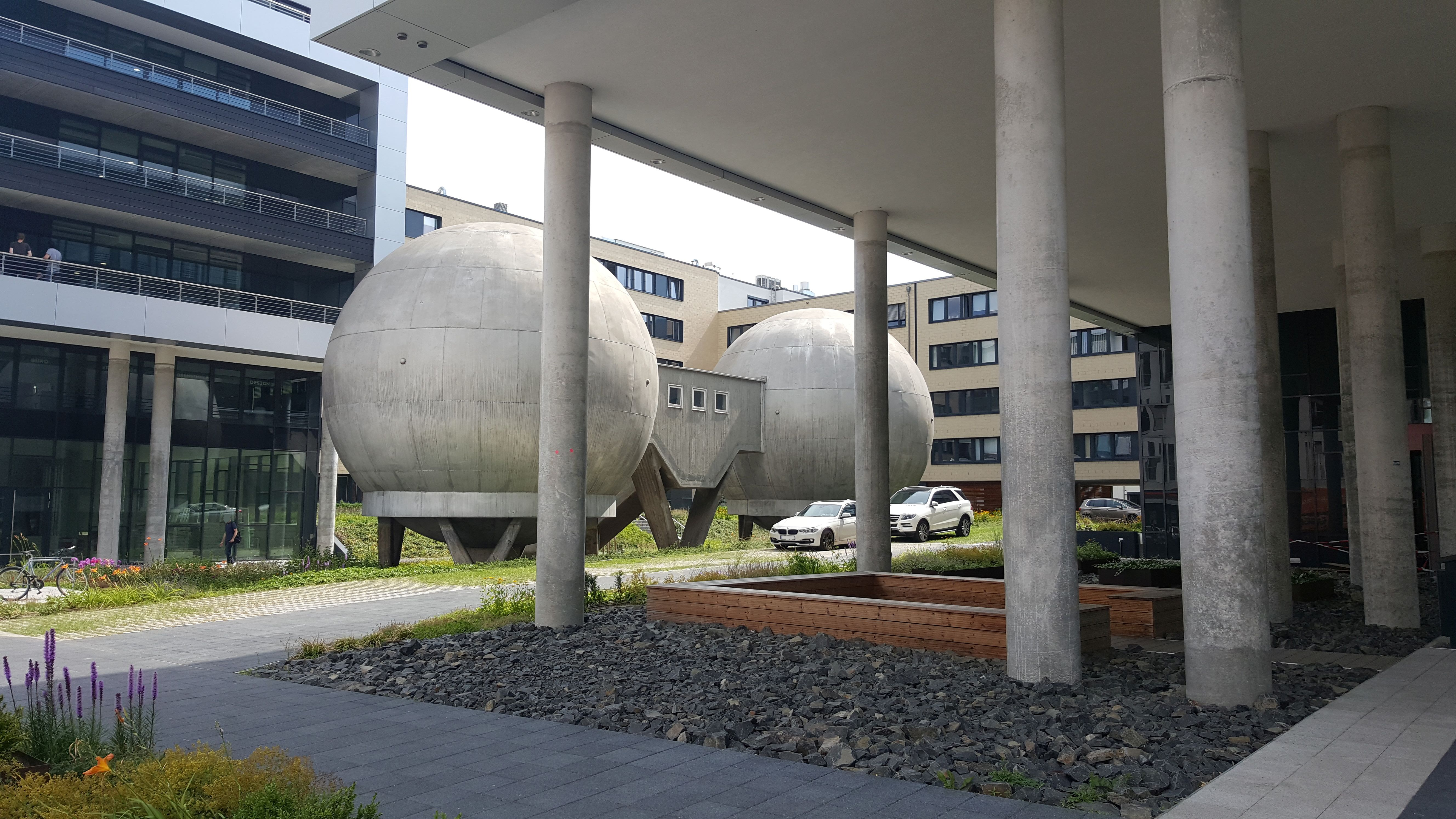
Sicht von der Straße
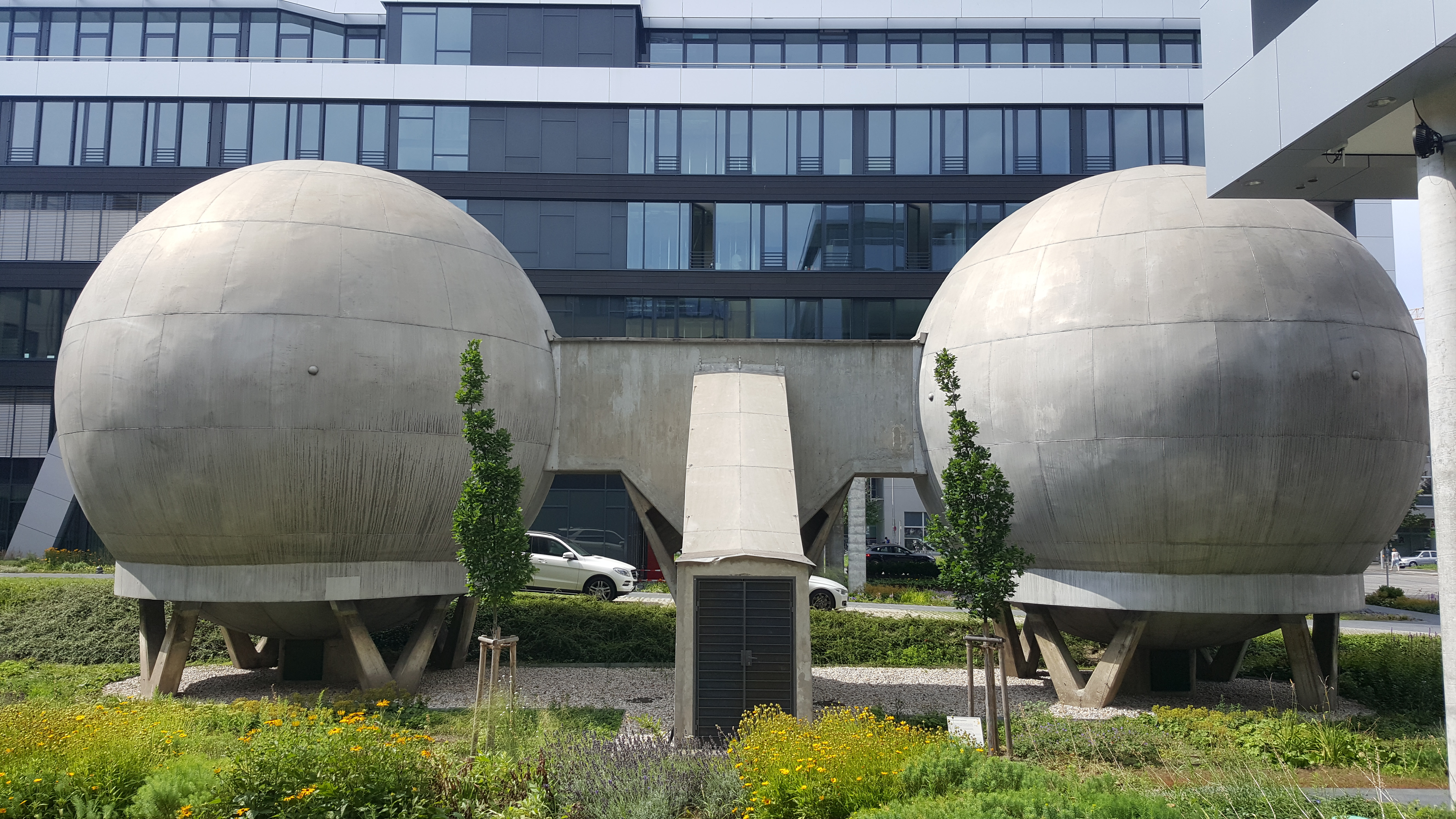
Eingang
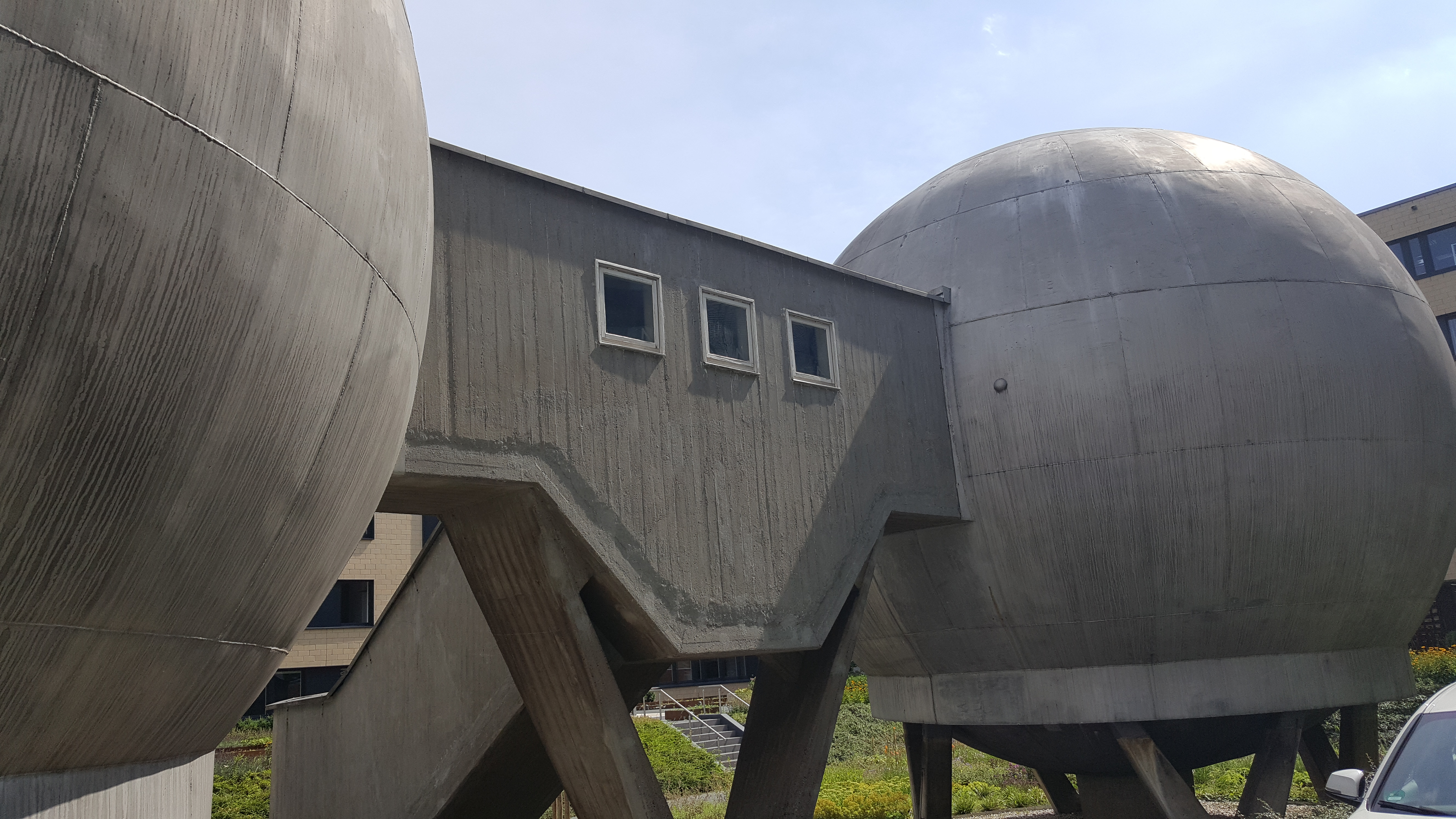
Rückansicht
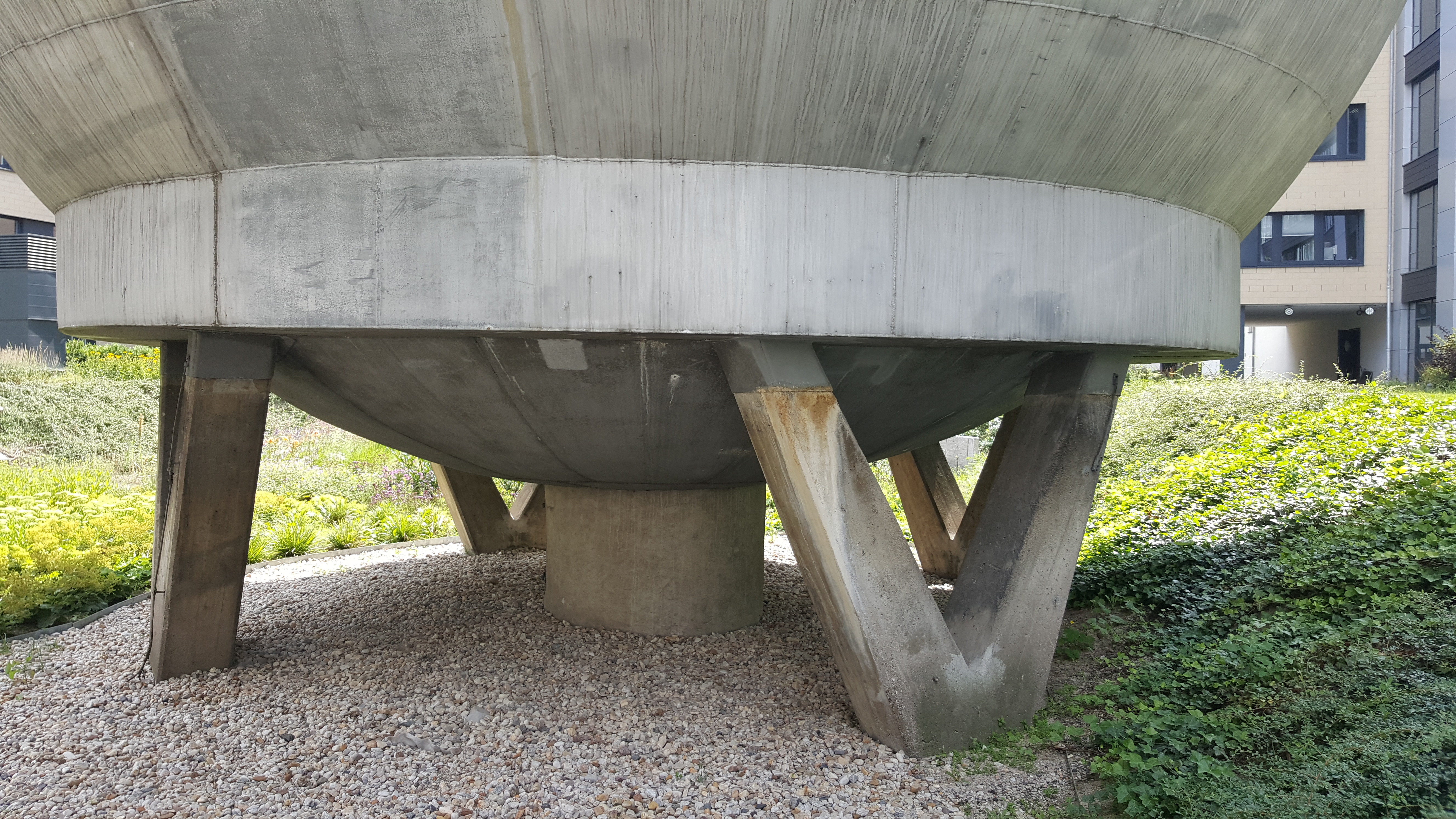
Fundament
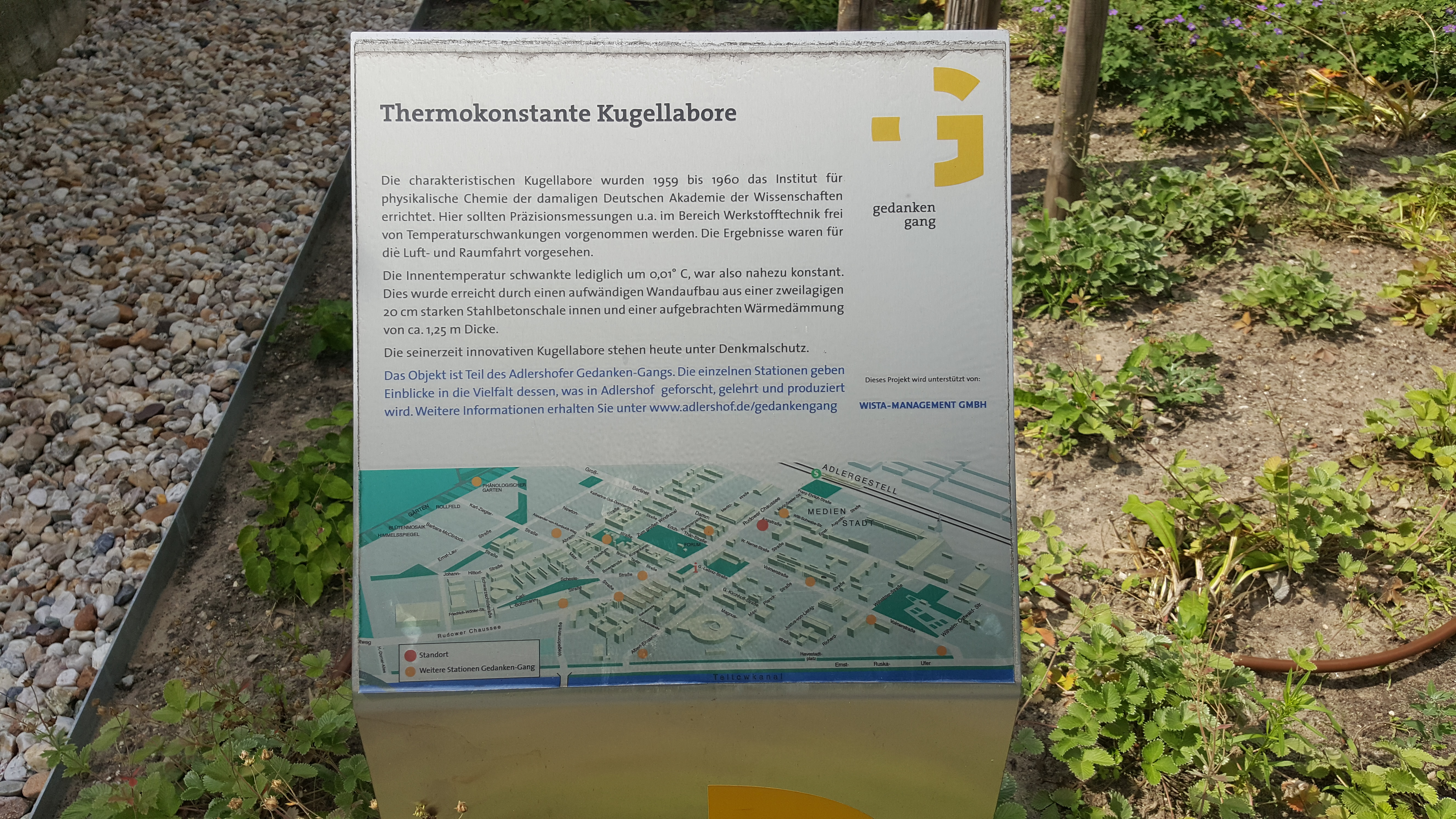
Hinweistafel auf dem Gelände

## Temperaturkonstanthaltung
Das Konzept einer Temperaturkonstanthaltung durch Zirkulieren temperaturgeregelter flüssiger Heiz- bzw. Kühlmedien in Rohrleitungen im Kugelmantel, erwies sich zu Beginn der Konzeption als technisch zu anspruchsvoll und wurde nie zu Ende realisiert. Gründe dafür waren die unzureichenden technischen Möglichkeiten und wirtschaftliche sowie ökonomische Aspekte.
Innerhalb von fünf Jahren wurde ein eigenständiger Kompromiss realisiert. Im Eigenbau wurde in einer der Kugeln eine zunächst provisorische Temperaturregelung installiert, die letztendlich die endgültige Lösung wurde. Der Eigenbau der Regelung der Temperaturkonstanz erfolgte durch Klaus Muscheites unter Leitung von Horst Peters, damals Leiter des Thermolabors des Instituts für Physikalische Chemie.
Das Prinzip der aktiven Temperaturregelung erfolgte im Innenraum über einen an der Decke angebrachten Heizer/Kühler. Bei konstanter Kühlleistung wurde die Heizung elektronisch geregelt. Im Zusammenspiel mit vier Ventilatoren wurde so eine effektive Nutzung einer der Thermokugeln ermöglicht. Mit vier Personen im Raum betrug die Streuung der Temperaturwerte ±0,006 Grad, zwischen Fußboden und Decke war diese kleiner als 0,05 Grad.

## Verwendung
Problematisch erwies sich im Betrieb der Kugeln die Schwingungsdämpfung der empfindlichen Messgeräte. Durch die naheliegende Straße „Rudower Chaussee“ wurden die mechanischen Schwingungen besonders schwerer Kfz auf die auf Stelzen ruhende Tragkonstruktion der Kugeln übertragen.
Trotz der vielen Schwierigkeiten und Probleme wurde eine Kugel über längere Zeit für thermodynamische Forschungen verwendet. Bei Raumtemperatur konnte beispielsweise die Wärmebilanz der Aushärtung von Aluminium-Legierungen (Typ „Duralumin“) über Wochen mit Temperaturgradienten um wenige Zehntel Kelvin untersucht werden.
Mit Änderung der Forschungsschwerpunkte am Zentralinstitut für physikalische Chemie der AdW (ZIPC) wurden thermokonstante Räume nicht mehr benötigt. Eine der Kugeln diente als Lagerraum. Die andere Kugel wurde als elektronisches Messlabor unter Ausnutzung der äußeren geerdeten Aluminiumhülle verwendet.
Trotz der Enge wurden die Kugeln auch zu internen Skatturnieren und Feierlichkeiten genutzt.

## Geschichte
- 1956 erfolgten in Moskau erste Gespräche über die notwendige Infrastruktur zwischen Peter Adolf Thiessen und dem späteren, für den Bau verantwortlichen Architekten Horst Welser.
- 1958 entstand eine Konzeption und Planung.
- 1959/61 erfolgte der Bau des Labors für Thermodynamik als erstem Teil des Institutes inklusive der beiden Kugellabore.
- 1963/64 folgte der Umbau einer Kugel mit aktiver Klimatisierung von innen.
- 1991 begann die Abwicklung des ZIPC gemäß Einigungsvertrag.
- 1998/1999 erfolgte der Abriss (Rückbau) des ZIPC.
- Seit 2001 stehen die Isothermischen Kugellabore unter Denkmalschutz (Nr. 09076020).[2]
- 2008 begann der Neubau des EUROPA-CENTER Adlerduo (Eigenschreibung, nicht zu verwechseln mit dem Europa-Center in der Berliner Innenstadt) im Technologiepark Berlin-Adlershof. Beide Kugellabore befinden sich auf dem Grundstück.
- 2018 errichtete die Firma EUROPA-CENTER eine Informationstafel zu den historischen Kugellaboren in Adlershof.[6]

### Verwendete Quellen
- Thermokonstante Kugellabore (Berlin-Adlershof, 1961) – Structurae
- Thermo-Kugellabore „Adlershofer Busen“ – Technologiezentrum Berlin-Adlershof
- Das Geheimnis der Silberkugeln – Berliner-Woche.de, Adlershof, 1. Mai 2016
- Kugellabore Berlin-Adlershof – DDR-Design.com
- Thermokonstante Kugellabore Berlin-Adlershof – Architektur-Bildarchiv.de
- Land Berlin, Pressemitteilung vom 12. August 2013
- Berlin-Adlershof: Thermokonstante Kugellabore – Hidden-Places.de